# Peyrano
Peyrano é uma comuna da Argentina localizada no departamento de Constitución, província de Santa Fé.